# Dagmar Sedláčková (herečka)
Dagmar Sedláčková (12. srpna 1927 Praha – 4. června 2004 tamtéž) byla česká herečka, recitátorka, moderátorka a režisérka.

## Život
Vystudovala Státní konzervatoř v Praze (dnes Pražská konzervatoř).
Ve filmu měla dvě výrazné role v roce 1948 (Hostinec „U kamenného stolu“, O ševci Matoušovi), později již jen nevelké. V roce 1957 namluvila hlas autobusu „Škodověnky“ ve filmu Florenc 13.30.
Působila v Divadle hudby (1957–1990), Viole (Noc s Hamletem) a Lyře Pragensis (mj. režie pořadu Tulák po hvězdách).
Na počátku televizního vysílání v Československu byla moderátorkou a konferenciérkou hudebně a literárně zaměřených televizních programů. Díky kultivovanému projevu a osobité barvě hlasu byla i v rozhlase obsazována do hudebních a literárních pořadů a též do pořadů pro děti. Publiku byla známa především jako dlouholetá (1963–1999) moderátorka populárně-vědeckého magazínu Meteor.

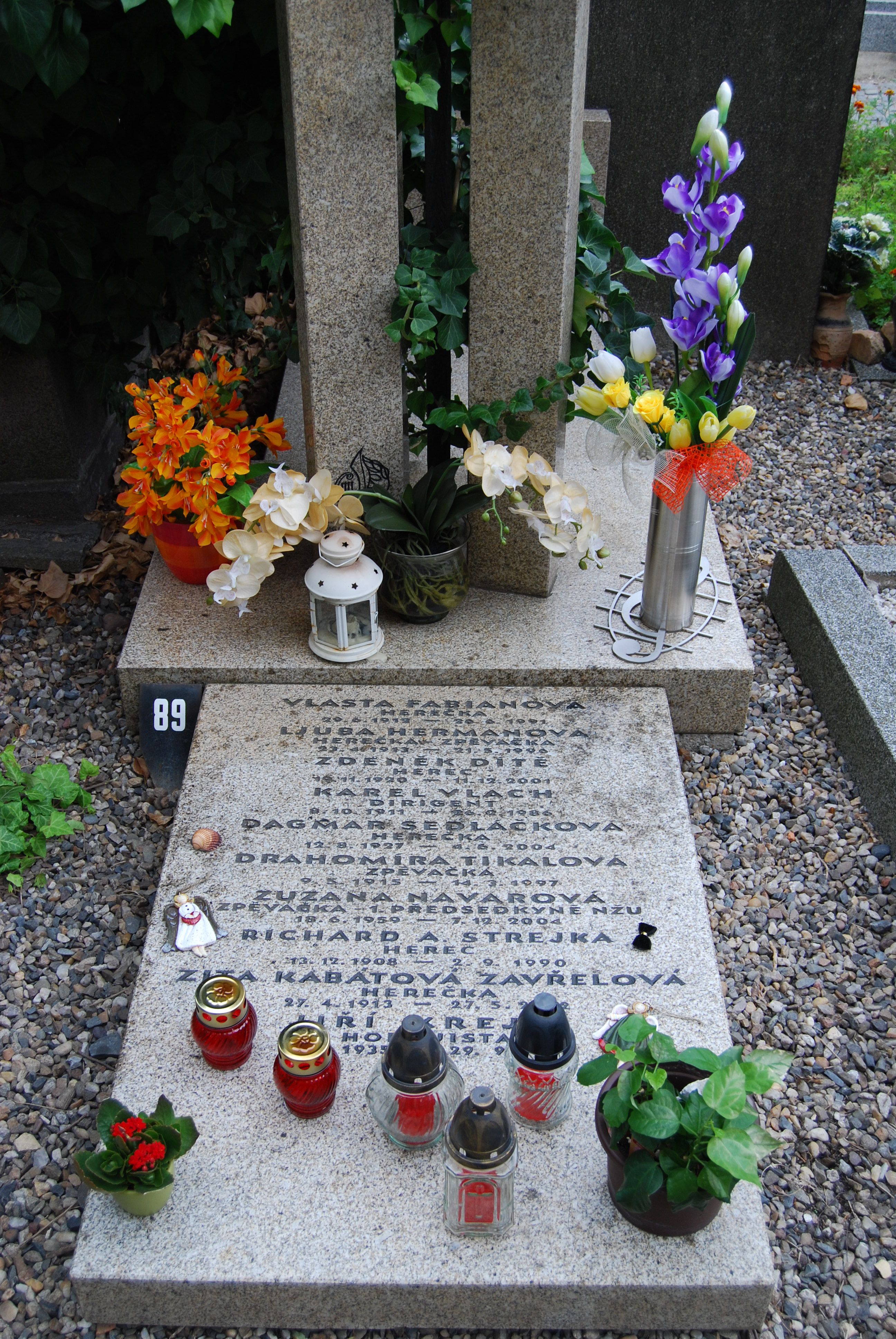
Hrob na Vyšehradě

Zemřela počátkem června 2004. Je pochována na Vyšehradském hřbitově v Praze v hrobě označovaném jako „Pomník českým hercům“, který byl odhalen v roce 1999 a je ve společné péči Herecké asociace a Nadace Život umělce. Jsou zde uloženy také ostatky těchto herců a hudebníků (abecedně): Zdeněk Dítě, Vlasta Fabianová, Ljuba Hermanová, Zita Kabátová, Jiří Krejčí, Zuzana Navarová, Richard Strejka, Drahomíra Tikalová a Karel Vlach.